# Aleksandr Zinov'ev
Aleksandr Aleksandrovič Zinòv'ev (in russo Александр Александрович Зиновьев?; Pachtino, 29 ottobre 1922 – Mosca, 10 maggio 2006) è stato un filosofo e scrittore russo.

## Biografia
Dopo aver conseguito la laurea in filosofia, diventò docente di logica presso l'Università statale di Mosca, rivelandosi uno fra i maggiori esperti di logica matematica. Ma a causa del suo pensiero critico nei confronti del regime sovietico venne progressivamente emarginato, fino all'espulsione prima dal PCUS, quindi dall'Unione Sovietica, dopo la pubblicazione in Svizzera di Cime abissali (1977), romanzo distopico e spiccatamente satirico, avente come bersaglio i protagonisti dell'ultimo ventennio di storia sovietica..
Trasferitosi nella città di Monaco, proseguì l'attività di docente, scrittore e saggista. Dopo la caduta del muro di Berlino, nel periodo della perestroika inaugurata da Gorbaciov, fece numerose visite in patria per poi rientrare in Russia definitivamente. Morì a Mosca nel 2006.

## Attività letteraria
L’unica opera poetica di una certa notorietà è Allegra Russia. Scene tratte dalla vita di un ubriacone russo – 30 caricature accompagnate da 30 poesie (versione italiana di Elena Gori Corti e Oliviero Cigada, Milano, SugarCo Edizioni 1989). I suoi disegni e caricature sono raccolti in Catalogo di dipinti e disegni, 1986.
Dietro la letteratura di Zinov'ev vi è sempre un'intenzione satirica astiosa e violenta, cosa che l'ha reso un isolato nell'ambito della stessa emigrazione dissidente, con i cui rappresentanti è entrato più volte in dure polemiche. Ciò si vede anche in Allegra Russia, in cui assume il punto di vista di un ubriacone, elogiando, insieme all'alcool, l'amore - soprattutto quello effimero - per la donna, e lo spirito cameratesco, per poi scatenarsi in una feroce e mordente satira nei confronti della Russia sovietica, dei suoi apparati, dei suoi rappresentanti, e soprattutto del Partito comunista (il PCUS), contro cui scrive versi violentemente caricaturali:
Né ascoltare le chiacchiere più idiote, 

Né annuire ai diktàt di mascalzoni,

Né studiar dei gran capi le orazioni,

Né mentire sui nostri gran successi,

Né ai kolchòz fare fieno e pulir cessi,

Né avere riti e commemorazioni,

Né in loro onore avere più mansioni,

Né esser santo sempre e in ogni posto,

Né bere vodka solo e di nascosto;

Allora, è vero, non avrei motivo

Di non entrar nel PCUS anche da vivo!»

## Opere principali

### Saggi filosofici
- Problemi filosofici di logica polivalente (Философские проблемы многозначной логики - Filosòfskije problèmy mnogoznàčnoj lògiki), 1960;
- Logica dell'enunciazione e teoria della deduzione (Логика высказываний и теория вывода - Lògika vyskàzyvanij i teòrija vývoda), 1962;
- Fondamenti della teoria logica delle conoscenze scientifiche (Основы логической теории научных знаний - Osnòvy logìčeskoj teòrii naùčnych znànij), 1967;
- Saggio di logica polivalente (Очерк многозначной логики - Òčerk mnogoznačnoj lògiki), 1968;
- Logica complessa (Комплексная логика - Kòmpleksnaja lògika), 1970;
- Logica della scienza (Логика науки - Lògika naùki), 1971.

### Altri saggi
- Il comunismo. La struttura della società sovietica (Коммунизм как реальность - Kommunìzm kak reàl'nost'), traduzione italiana 1981;
- Homo sovieticus (Гомо советикус - Gomo soveticus), 1982, traduzione italiana 1983;
- Lo slancio della nostra giovinezza (Нашей юности полёт. Литературно-социологический очерк сталинизма - Nàšej jùnosti polët. Literatùrno-sociologìčeskij òčerk stalinìzma), 1983, traduzione italiana 1986;
- Il gorbaciovismo (Горбачевизм - Gorbačevìzm), 1987, traduzione italiana 1988.

### Romanzi
- Cime abissali (Зияющие высоты), 1977, traduzione italiana 1976-78;
- Il radioso avvenire (Светлое будущее - Svètloe bùduščeje), 1978, traduzione italiana 1985;
- Appunti di un guardiano notturno (Записки ночного сторожа - Zapìski nočnògo stòroža), 1979, traduzione italiana 1983;
- Senza illusioni (Без иллюзий. Статьи - Bez illjùzij. Stat'ì), 1979, traduzione italiana 1980;
- La casa gialla (Жёлтый дом - Žëltyj dom), 1980, traduzione italiana 1985.
- L' umanaio globale (Глобальный человейник - Globàl'nyj čelovèjnik), 1997, traduzione italiana 1998, romanzo antiutopico.